# Episodi di Chicago P.D. (dodicesima stagione)
La dodicesima stagione della serie televisiva Chicago P.D., composta da 22 episodi, viene trasmessa in prima visione negli Stati Uniti d'America da NBC dal 25 settembre 2024 al 21 maggio 2025.
In Italia la stagione viene trasmessa da Sky Serie divisa in due parti: la prima da 4 dicembre 2024 al 22 gennaio 2025, e la seconda dal 30 aprile al 30 luglio 2025, mentre in chiaro su Italia1 dal 14 luglio 2025.
| nº | Titolo originale          | Titolo italiano                       | Prima TV USA      | Prima TV Italia  |
| -- | ------------------------- | ------------------------------------- | ----------------- | ---------------- |
| 1  | Ten Ninety-Nine           | Responsabilità personale              | 25 settembre 2024 | 4 dicembre 2024  |
| 2  | Blood Bleeds Blue         | Sangue sulla divisa                   | 2 ottobre 2024    | 11 dicembre 2024 |
| 3  | Off Switch                | Segnale di spegnimento                | 9 ottobre 2024    | 18 dicembre 2024 |
| 4  | The After                 | È tornato                             | 16 ottobre 2024   | 25 dicembre 2024 |
| 5  | Water and Honey           | Acqua e miele                         | 23 ottobre 2024   | 1º gennaio 2025  |
| 6  | Pawns                     | Pedine                                | 6 novembre 2024   | 8 gennaio 2025   |
| 7  | Contrition                | Rimorso                               | 13 novembre 2024  | 15 gennaio 2025  |
| 8  | Penance                   | Penitenza                             | 20 novembre 2024  | 22 gennaio 2025  |
| 9  | Friends and Family        | Amici e familiari                     | 8 gennaio 2025    | 30 aprile 2025   |
| 10 | Zoe                       | Zoe                                   | 22 gennaio 2025   | 7 maggio 2025    |
| 11 | In the Trenches: Part III | In trincea: terza parte               | 29 gennaio 2025   | 14 maggio 2025   |
| 12 | The Good Shepherd         | Il buon pastore                       | 5 febbraio 2025   | 21 maggio 2025   |
| 13 | Street Jesus              | Il salvatore                          | 19 febbraio 2025  | 28 maggio 2025   |
| 14 | Marie                     | Marie                                 | 26 febbraio 2025  | 4 giugno 2025    |
| 15 | Greater Good              | Per un bene superiore                 | 5 marzo 2025      | 11 giugno 2025   |
| 16 | Seen and Unseen           | Ciò che si vede e ciò che non si vede | 26 marzo 2025     | 18 giugno 2025   |
| 17 | Transference              | Transfert                             | 2 aprile 2025     | 25 giugno 2025   |
| 18 | Demons                    | Demoni                                | 16 aprile 2025    | 2 luglio 2025    |
| 19 | Name Image Likeness       | Diritti d'immagine                    | 23 aprile 2025    | 9 luglio 2025    |
| 20 | Black Ice                 | Ghiaccio nero                         | 7 maggio 2025     | 16 luglio 2025   |
| 21 | Open Casket               | Bara aperta                           | 14 maggio 2025    | 23 luglio 2025   |
| 22 | Vows                      | Promesse                              | 21 maggio 2025    | 30 luglio 2025   |

## Responsabilità personale
- Titolo originale: Ten Ninety-Nine
- Diretto da: Chad Saxton
- Scritto da: Gwen Sigan

### Trama
30 giorni dopo aver visto la morte vicino, Voight e la squadra e seppellita da casi quando indaga su un massacro tra trafficanti di droga. Emily Martel, un'amica di accademia di Ruzek prende il posto di Upton. Alla fine dell'episodio viene uccisa in una sparatoria a pochi passi da Ruzek.

## Sangue sulla divisa
- Titolo originale: Blood Bleeds Blue
- Diretto da: Victor Macias
- Scritto da: Gavin Harris

### Trama
Mentre gestisce come può la situazione, la squadra deve mantenere la calma nell'inseguimento di un sospettato molto pericoloso nelle strade di Chicago. Nel farlo Ruzek ha il sostegno dell'agente Kiana Cook per aiutare la squadra a scovare il fuggitivo prima che sia troppo tardi.

## Segnale di spegnimento
- Titolo originale: Off Switch
- Diretto da: Takashi Doscher
- Scritto da: Matthew Browne

## È tornato
- Titolo originale: The After
- Diretto da: Marc Roskin
- Scritto da: Mellori Velasquez